# Fauna van Canada
De fauna van Canada omvat ongeveer 70.000 diersoorten.

## Ontstaan
De fauna van Canada kent uiteraard een overlap met die van de aangrenzende landen zoals de Verenigde Staten. Belangrijke verschillen zijn dat Canada over grotere aaneengesloten stukken ongerept land beschikt en een kouder klimaat heeft. Net als elders in Noord- en Zuid-Amerika is de fauna behoorlijk veranderd sinds de definitieve komst van de Europeanen vanaf ongeveer 1500. Naast huisdieren en vee introduceerden zij, vaak onbedoeld, veel andere soorten, zoals de bruine rat die meekwam op schepen.

## Zoogdieren

### Niet-zeezoogdieren

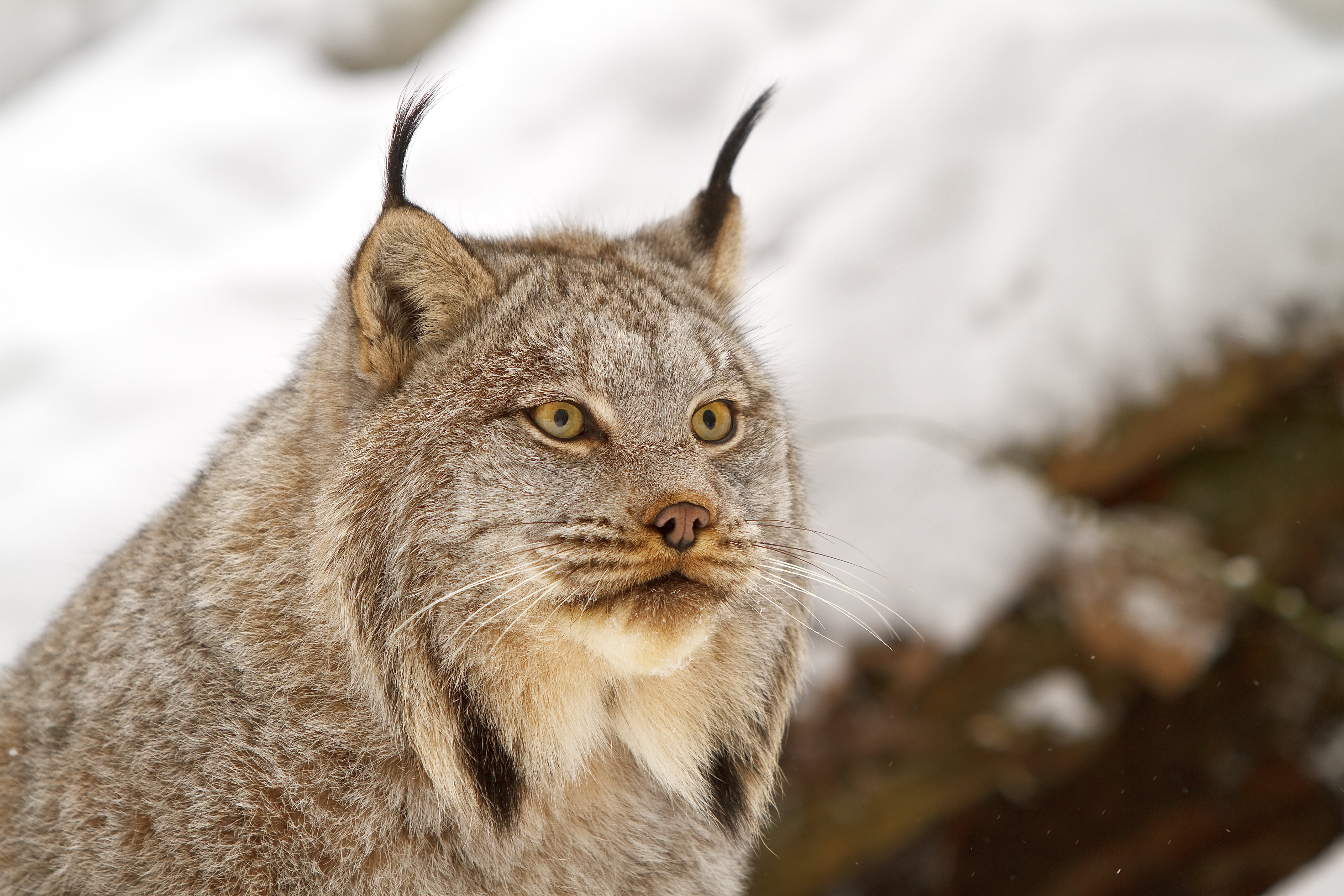
Canadese lynx

Canada telt opvallend veel grote zoogdieren die in verscheidene andere gebieden bijna of geheel uitgeroeid zijn, zoals de wolf en de bruine beer. In het noorden leeft de ijsbeer.
Kleinere soorten zijn bijvoorbeeld de Canadese lynx, de Canadese bever en meerdere soorten spitsmuizen en vleermuizen.
De Europeanen introduceerden onder meer de bruine rat en de huismuis.

### Zeezoogdieren
Tot de zeezoogdieren in de zee rond Canada behoren diverse soorten walvissen. Sommige hiervan, zoals de narwal, leven het hele jaar door in het koude noorden, andere brengen de wintermaanden zuidelijker door.
Daarnaast zijn er meerdere soorten zeeroofdieren zoals de walrus en de noordelijke zeebeer.

## Vogels
Canada huisvest ongeveer 450 vogelsoorten, waaronder de Grote Canadese gans en de sneeuwuil. Wood Buffalo National Park is een belangrijke broedplaats van de bedreigde trompetkraanvogel. In de oostelijke provincie Newfoundland en Labrador bevinden zich grote broedkolonies van zeevogels, waaronder papegaaiduikers en eidereenden.

## Amfibieën en reptielen
Amfibieën en reptielen komen vooral in het relatief warme zuiden van het land voor, maar ook wel in het noorden.
Er zijn in Canada ongeveer 25 soorten slangen te vinden, waaronder de Thamnophis, die erom bekendstaat te kunnen overleven in veel soorten omstandigheden.
Daarnaast telt het land diverse soorten hagedissen, schildpadden, kikkers en padden.

## Vissen

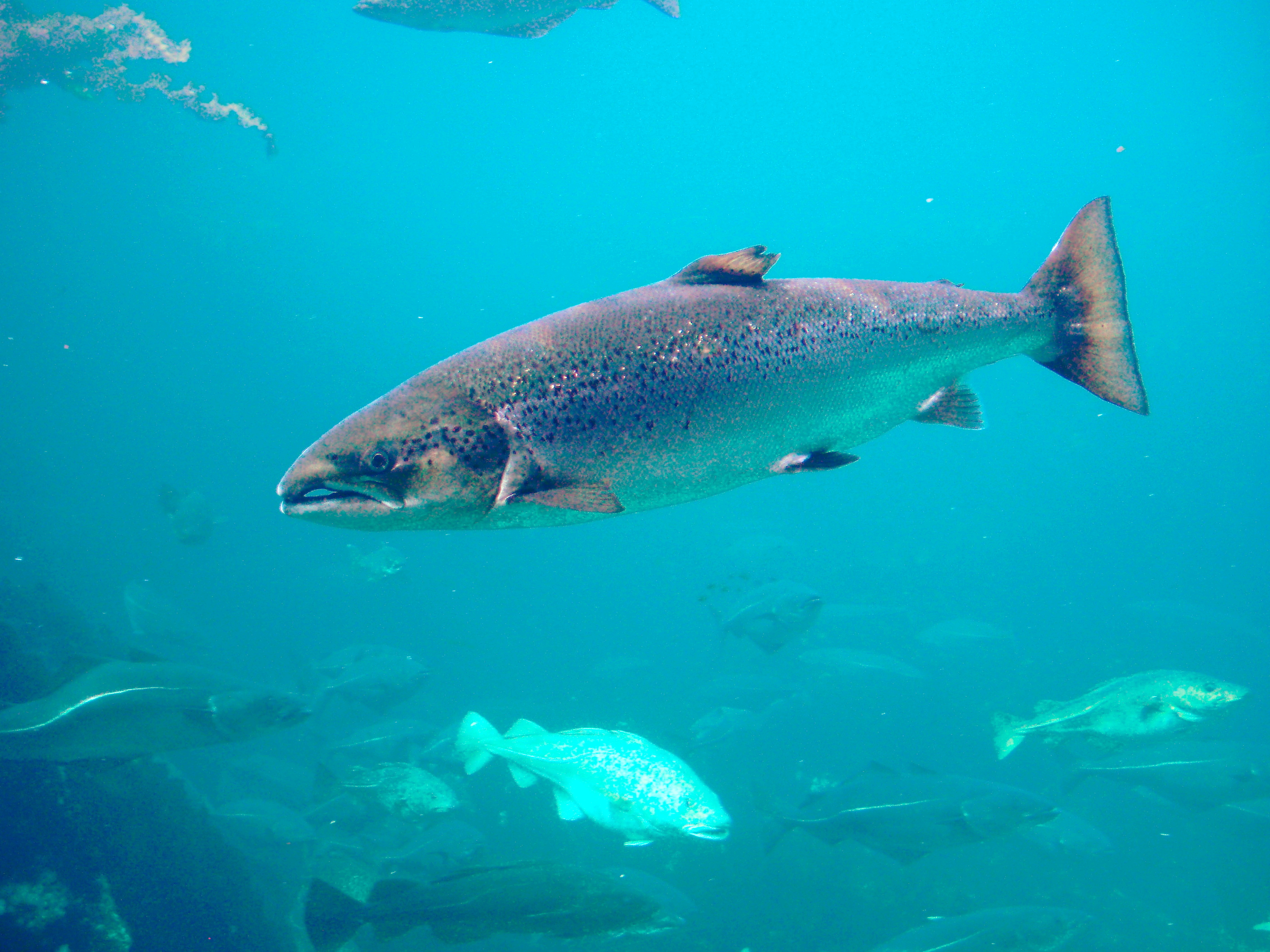
Atlantische zalm

De bekendste vissoorten die in Canada te vinden zijn, zijn vermoedelijk de Atlantische zalm en de Pacifische zalm, die meestal anadroom zijn, dat wil zeggen vanaf de zee de rivier op zwemmen om zich daar voort te planten.
Andere soorten zijn de regenboogforel en de trekzalm, die van alle bekende zoetwatervissen het meest noordelijk voorkomt.
De aanleg van kanalen maakte het prikken mogelijk om zich in bijvoorbeeld de Grote Meren te vestigen, waar ze nu een bedreiging vormen voor andere vissen.
Langs de kust wordt er op commerciële basis gevist op onder meer kabeljauw, maar overbevissing deed rond 1990 de kabeljauwstand drastisch instorten. Na een vangstverbod nam de hoeveelheid kabeljauw vanaf 2005 weer toe.